# Camponotus lancifer
Camponotus lancifer é uma espécie de inseto do gênero Camponotus, pertencente à família Formicidae.